# Eparchie Nossa Senhora do Paraíso em São Paulo
De eparchie Nossa Senhora do Paraíso em São Paulo (Latijn: Eparchia Dominae Nostrae Paradisis S. Pauli Graecorum Melkitarum) is een Melkitische Grieks-Katholieke eparchie met als zetel São Paulo, in Brazilië. De eparchie draagt zorg voor alle Melkitische Grieks-katholieken in Brazilië, en is suffragaan aan het rooms-katholieke aartsbisdom São Paulo. 

## Geschiedenis
Sinds 14 november 1951 bestond reeds een bisdom voor oosterse gelovigen in Brazilië, dat geleid werd door de rooms-katholieke aartsbisschop van Rio de Janeiro. Op 29 november 1971 werd de eparchie Nossa Senhora do Paraíso em São Paulo opgericht voor alle Melkitische Grieks-katholieken in Brazilië. 

## Parochies
De eparchie omvat heel Brazilië, en had in 2021 431.000 gelovigen verspreid over 5 parochies.

## Bisschoppen
- Elias Coueter (29 november 1971 - 22 juni 1978)
- Spiridon Mattar (22 juni 1978 - 20 april 1990)
- Boutros Mouallem (20 april 1990 - 29 juli 1998)
- Fares Maakaroun (18 december 1999 - 21 juli 2014; aartsbisschop op persoonlijke titel)
- Joseph Gébara (21 juli 2014 - 20 februari 2018; coadjutor sinds 31 oktober 2013)
  - Sérgio de Deus Borges (apostolisch administrator: 23 mei 2018 - 22 september 2019)
- George Toufik Khoury (17 juni 2019 - heden)

São Paulo (aartsbisdom) · Campo Limpo · Guarulhos · Mogi das Cruzes · Nossa Senhora do Líbano em São Paulo (maronieten) · Nossa Senhora do Paraíso em São Paulo (melkieten) · Osasco · Santo Amaro · Santo André · Santos · São Miguel Paulista